# 34313 Lisahevner
2000 QQ188 (asteroide 34313) é um asteroide da cintura principal. Possui uma excentricidade de 0.08483830 e uma inclinação de 7.07488º.
Este asteroide foi descoberto no dia 26 de agosto de 2000 por LINEAR em Socorro.